# フランス語版ウィキペディア
フランス語版ウィキペディア（フランスごばんウィキペディア、フランス語: Wikipédia en français）とは、フランス語により記事が執筆されるウィキペディアである。2001年8月に開始し、2019年3月現在の記事数は約208万件。英語版、セブアノ語版、スウェーデン語版、ドイツ語版に次いで、5番目に記事数の多いウィキペディアである。2019年3月13日現在、管理者数は157人。
フランス語版ウィキペディアには、フランスの市町村（コミューン）の記事が多く存在する。コミューンの記事はDasBotというボットによって作成され、フランスのすべてのコミューンが網羅される途上にある。さらには通常複数のコミューンを含む行政区画である小郡（カントン）に関する記事も作成されている。

## 概要
主にフランスの利用者から参照や執筆がされているが、フランス語版ウィキペディアはウィキペディアの他言語版と同じくらい国際的であり、フランスだけに関連するものではない。特定の地理的記事に関しては、それもフランス語話者が多いフランス、ベルギー、スイス、ルクセンブルク、モナコといったフランス語圏においては強い地理的優位性を持つ。また、これらの諸国以外の他のフランス語圏では、他言語版ウィキペディアと比較してフランス語版ウィキペディアにおいて大量の執筆がされている。ほぼ全てのフランス語圏諸国において、フランス語版ウィキペディアは英語版ウィキペディアに次いで地理に特化されたページを持っている。
フランス語版ウィキペディアでは記事ページにあるすべての外部リンクについて、Wikiwixのソフトウェアが[archive]と記したアーカイブへのリンクを自動的に生成する。このリンクの文字列は2つの部分からなっていて、冒頭から始まる一定の文字列がアーカイブ用のウェブサイトであるWikiwix [archive] にリンクするための部分で、その後に本来の参照元のURLが付加された形になっている。この機能は外部リンクを長期間保存するためのもので、本来の参照ウェブサイトが削除されたり変更されたりしても、この自動生成されたアーカイブによって参照時点でのウェブサイトの内容を知ることが可能になっている。

## 歴史
2001年
- 3月23日: フランス語版ウィキペディアが正式に立ち上げられる。
- 5月19日: 最初のデータが記録される：。
- 6月6日: 最初のメインページが作成される：。当時の参加者はValéry BeaudとBuzzであった。

2002年
- 6月: 新たなロゴがRinaldumの独断によって作成される（他の言語版のウィキペディアとは全く異なる、緑色のロゴであった）。しかしながら他のウィキペディアンの合意を得ていなかったためにRinaldumは強い批判を浴び、ロゴは差し戻された（このロゴは保存されている）。
- 8月: Mulotとの紛争の後、Anthere、Aoineko、Shaihuludの3名が、最初の管理者として任命される。
- 10月31日: フェイズ3に移行する。
- 12月: 活動が急激に活発化する。ボットによる連続的破壊行為が確認され、修正が行われた。その後、この種の破壊行為に対処するため、記事の差し戻しを瞬時に行えるようソフトウェアを変更した（この権限は管理者のみが行使できる）。

2003年
- 1月: サーバーのダウンが頻発し、活動が急激に減少する。
- 2月6日: メインページに色が付けられる（着色前 → 着色後）。このデザインはAoinekoによって作られ、ポーランド語版や英語版など、他の言語版に輸出された。
- 2月7日: 記事数が5000本に到達する。
- 2月19日: 記事数が6000本に到達する。
- 3月7日: 記事数が7000本に到達する。7000本目の記事は1045であった。
- 3月27日: 記事数が8000本に到達する。
- 4月13日: 記事数が9051本に到達する。これによりポーランド語版の記事数を上回り、この時点で英語版、ドイツ語版に次ぐ、3番目に記事数の多いウィキペディアとなった。
- 5月15日: 記事数が1万本に到達する。
- 5月18日: メインページに実装されていた閲覧回数カウンタが10万回に到達する。
- 7月: ページ数が2万ページに到達する。このときの記事数は1万2800本であった。
- 7月中旬: ページ数の集計方法が変更される。少なくともコンマを1つ含むページを集計する方法から、少なくともリンクを1つ含むページを集計する方法に変更された。これにより記事数は1万3058本から1万3789本へと増加した。
- 8月5日: 記事数が1万5000本に到達する。ソフトウェアがフェイズ3に移行してからの編集回数が2万回を超える。
- 8月20日: パフォーマンスを高めるため、いくつかの機能が禁止される。
- 10月: 新しいロゴに変更される。
- 11月17日: 記事Lorraineが最初の今週の記事に選考される。この記事に対しては38人の利用者が編集を行った。
- 11月22日: 記事数が2万本に到達する。

2004年
- 1月26日: 記事数が2万5000本に到達する。
- 3月14日: 記事数が3万本に到達する。
- 3月下旬: ウィキペディアがUTF-8に移行する。
- 5月1日: 記事数が3万5000本に到達する。
- 6月16日: 記事数が4万本に到達する。
- 7月23日: 記事数が4万5000本に到達する。
- 8月26日: 記事数が5万本に到達する。5万本目の記事はnèfleであった。
- 11月2日23時33分: 記事数が6万本に到達する。6万本目の記事はlord Yarboroughであった。
- 12月22日: 記事数が7万本に到達する。7万本目の記事はBoréeであった。

2005年
- 2月6日: 記事数が8万本に到達する。
- 3月14日: 記事数が9万本に到達する。
- 4月21日: 記事数が10万本に到達する。10万本目の記事はPierre Séguierであった。
- 8月18日: 記事数が15万本に到達する。
- 12月4日: 記事数が20万本に到達する。20万本目の記事はGeorge Henry Corlissであった。

2006年
- 3月4日: 記事数が25万本に到達する。25万本目の記事はJohn Anglinであった。
- 6月4日: 記事数が30万本に到達する。30万本目の記事はGouvernement fédéral (Allemagne)であった。
- 8月26日: 記事数が35万本に到達する。35万本目の記事はUS Juve Stabiaであった。
- 11月 記事数が40万本に到達する。

2007年
- 5月 記事数が50万本に到達する。
- 6月 記事数が60万本に到達する。

2008年
- 7月 記事数が70万本に到達する。

2009年
- 4月 記事数が80万本に到達する。
- 12月 記事数が90万本に到達する。

2010年
- 8月 記事数が100万本に到達する。

2014年
- 4月 記事数が150万本に到達する。

2018年
- 7月 記事数が200万本に到達する。200万本目の記事はXcacau Coronaであった。